# Edwin Salpeter
Edwin Ernest Salpeter (n. Viena, 3 de diciembre de 1924 - f. Ithaca, Nueva York, 26 de noviembre de 2008). Era un astrofísico austríaco-australiano-estadounidense. Nacido en una familia judía, emigró desde Austria a Australia, durante su adolescencia para escapar de los nazis. Asistió al Sydney Boys High School (1939 a 1940) y a la Universidad de Sídney, donde obtuvo su licenciatura en 1944 y su maestría en 1945. En el mismo año fue galardonado con una beca en el extranjero y asistió a la Universidad de Birmingham, Inglaterra, donde obtuvo su doctorado en 1948 bajo la supervisión de Sir Rudolf Peierls. Pasó el resto de su carrera en la Universidad Cornell. Salpeter murió de leucemia en su casa en Ithaca, el 26 de noviembre de 2008.
En 1950 se casó con Miriam (Mika) Mark (1929 a 2000), una neurobióloga nacido en Riga, Letonia; ella era presidenta del departamento de neurobiología y comportamiento en Cornell entre 1982 y 1988. La Sociedad para la Neurociencia creó el premio Mika Salpeter en su memoria; que "reconoce a un individuo con logros excepcionales de la carrera de la neurociencia que también ha promovido significativamente la promoción profesional de las mujeres en la neurociencia". Los Salpeters tenían dos hijas, Judy Salpeter y el doctor Shelley Salpeter.

## Contribuciones científicas
En 1951 Salpeter sugirió que las estrellas podrían quemar el helio-4 en carbono-12 con el proceso triple-alfa no directamente, sino a través de un estado metaestable intermedio de berilio-8, que ayudó a explicar la producción de carbono en las estrellas. Posteriormente deriva la función inicial de masa de las tasas de formación de estrellas de distinta masa en la galaxia.
Salpeter escribió junto con Hans Bethe dos artículos en 1951 en los que introdujo la ecuación que lleva su nombre, la ecuación de Bethe-Salpeter que describe las interacciones entre un par de partículas elementales en virtud de una teoría cuántica de campos.
En 1964 Salpeter y Yakov B. Zel'dovich -de forma independiente- fueron los primeros que sugirieron que los discos de acrecimiento alrededor de agujeros negros masivos son responsables de las enormes cantidades de energía radiada por los cuásares (que son los más brillantes núcleos galácticos activos). Esta es actualmente la explicación más aceptada para el origen físico de los núcleos galácticos activos y los chorros relativistas extragalácticos asociados.

## Premios y honores
- Premio de Investigación en Astrofísica del Instituto Carnegie
- Medalla de oro de la Real Sociedad Astronómica
- Premio Henry Norris Russell
- Premio J. Robert Oppenheimer Memorial
- Medalla Karl Schwarzschild
- Medalla Bruce
- Premio Dirac
- Premio Crafoord
- Premio Hans Bethe